# Arden Cho
Arden Lim Cho (ur. 16 sierpnia 1985 w Amarillo) – amerykańska aktorka i piosenkarka pochodzenia koreańskiego, która wystąpiła m.in. w serialu Teen Wolf.

## Filmografia

### Film
| Rok  | Tytuł                                           | Rola              | Uwagi                |
| ---- | ----------------------------------------------- | ----------------- | -------------------- |
| 2006 | Sztuka zrywania (The Break-Up)                  | Gość VIP party    | niewym. w napisach   |
| 2008 | My First Crush                                  | Hyori             | krótkometrażowy      |
| 2008 | Hoodrats 2: Hoodrat Warriors                    | Miriam            |                      |
| 2008 | Spy Games                                       | Tanya             |                      |
| 2009 | Layover, on the Shore                           | Laura             | krótkometr.          |
| 2009 | Forgotten                                       | Jane Doe          | krótkometr.          |
| 2009 | When Lara Met Charlie                           | Arden             | krótkometr. dokument |
| 2010 | The Grey Coat                                   | Jae Hee           | krótkometr.          |
| 2010 | I Am Not a Princess                             | Anastasia         | krótkometr.          |
| 2010 | Agents of Secret Stuff                          | Taylor            | krótkometr.          |
| 2010 | Ninja Say What?!                                |                   | krótkometr.          |
| 2011 | Mega Python vs. Gatoroid                        | Gia               |                      |
| 2012 | Mandevilla                                      | Min Young Kim     | krótkometr.          |
| 2012 | Picture Perfect                                 |                   | krótkometr.          |
| 2013 | Olimp w ogniu (Olympus Has Fallen)              | Koreański snajper | niewym. w napisach   |
| 2013 | The Baytown Outlaws                             | Angel             |                      |
| 2013 | Saved by the Bell                               | Jessie Spano      | krótkometr.          |
| 2013 | The Dressmaker’s Daughter                       | Barbara Kim       | krótkometr.          |
| 2014 | Write It in the Sky                             | Voyager           | krótkometr.          |
| 2016 | Stuck                                           | Alicia            |                      |
| 2018 | The Honor List                                  | Honor Liang       |                      |
| 2025 | K-popowe łowczynie demonów (KPop Demon Hunters) | Rumi (głos)       |                      |

### Telewizja
| Rok       | Tytuł                                                      | Rola              | Uwagi                            |
| --------- | ---------------------------------------------------------- | ----------------- | -------------------------------- |
| 2008      | Mad TV                                                     | rola drugoplanowa | 1 odcinek                        |
| 2009      | CSI: Kryminalne zagadki Nowego Jorku                       | Gaihee Park       | odcinek Communication Breakdown  |
| 2011      | Słodkie kłamstewka                                         | Pru               | odcinek Someone to Watch Over Me |
| 2011      | Partnerki                                                  | Lee               | odcinek My Own Worst Enemy       |
| 2012      | Walking the Halls                                          | Kylie             | film telewizyjny                 |
| 2013      | The Selection                                              | Elise Whisks      | niewykorzystany pilot            |
| 2014-2016 | Teen Wolf                                                  | Kira Yukimura     | 44 odcinki                       |
| 2014      | Castle                                                     | Kiara             | odcinek The Way of the Ninja     |
| 2015      | Hawaii Five-0                                              | Mia Price         | odcinek Kuka'awale (Stakeout)    |
| 2016      | Tween Fest                                                 | Lexii C.          | 8 odcinków                       |
| 2017      | Freakish                                                   | Tonya             | 2 odcinki                        |
| 2017–2018 | Miss 2059                                                  | Arden Young       | 2 odcinki                        |
| 2018–2019 | Chicago Med                                                | Emily Choi        | 17 odcinków                      |
| 2022      | Droga do awansu (Partner Track)                            | Ingrid Yun        | 10 odc.                          |
| 2024      | Awatar: Ostatni władca wiatru (Avatar: The Last Airbender) | June              | 2 odc.                           |

### Gry wideo
| Rok  | Tytuł       | Rola                                          | Uwagi |
| ---- | ----------- | --------------------------------------------- | ----- |
| 2013 | Tomb Raider | Samantha Nishimura/Stephanie/Sun Queen (głos) |       |

### Seria internetowa
| Rok  | Tytuł                  | Rola                            | Uwagi                        |
| ---- | ---------------------- | ------------------------------- | ---------------------------- |
| 2010 | KTown Cowboys          | Sarah                           | 4 odcinki                    |
| 2010 | Video Game High School | Koreańska gospodyni telewizyjna | odcinek The Way of the Ninja |